# Abelardo Barroso
Abelardo Barroso (21 septembre 1905 La Havane - 27 septembre 1972 La Havane) est un compositeur de musique cubain particulièrement en vogue dans les années 1950.

## Biographie
Devenu à 20 ans le chauffeur du Septeto Habanero, Abelardo Barroso se fait remarquer et rejoint le groupe.
Ses albums les plus populaires seront produits dans les années 1950 avec le groupe Orquesta sensación.